# 148081 Sunjiadong
148081 Sunjiadong este un asteroid din centura principală de asteroizi.

## Descriere
148081 Sunjiadong este un asteroid din centura principală de asteroizi. A fost descoperit pe 11 ianuarie 1999 la Xinglong în cadrul programului Beijing Schmidt CCD Asteroid Program. Asteroidul prezintă o orbită caracterizată de o semiaxă mare de 2,48 ua, o excentricitate de 0,13 și o înclinație de 9,7° în raport cu ecliptica.